# Núcleo vestibular
Os núcleos vestibulares são os núcleos encefálicos que dão origem ao nervo vestibular, que compõe, por sua vez, o oitavo par craniano (ou nervo vestibulococlear). Eles são encontrados na ponte e no bulbo.

## Subnúcleos
Esses núcleos são compostos por quatro subnúcleos localizados no assoalho do quarto ventrículo.
| Nome                                                             | Localização                           | Observações |
| ---------------------------------------------------------------- | ------------------------------------- | --- |
| núcleo vestibular medial (dorsal ou núcleo vestibular principal) | bulbo (assoalho do quarto ventrículo) | corresponde à parte inferior da área acústica da fossa romboide; a região caudal desses núcleo pode ser chamada de descendente ou núcleo vestibular espinal. |
| núcleo vestibular lateral ou núcleo de Deiters                   | bulbo (superior)                      | composto de grandes células e situado no ângulo lateral da fossa romboide; a parte dorsolateral desse núcleo pode ser chamada de núcleo de Bechterew.        |
| núcleo vestibular inferior                                       | bulbo (inferior)                      | |
| núcleo vestibular superior                                       | ponte                                 | |

## Imagens adicionais

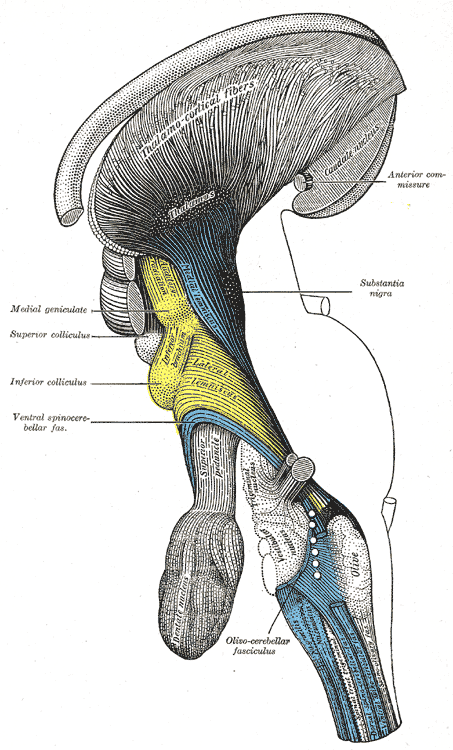
Dissecção profunda do tronco encefálico. Visão lateral.
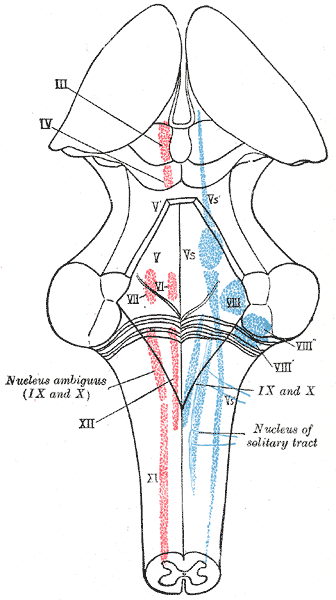
Representação esquemática dos núcleos dos nervos cranianos; visão dorsal. Núcleos motores em vermelho e sensoriais em azul.
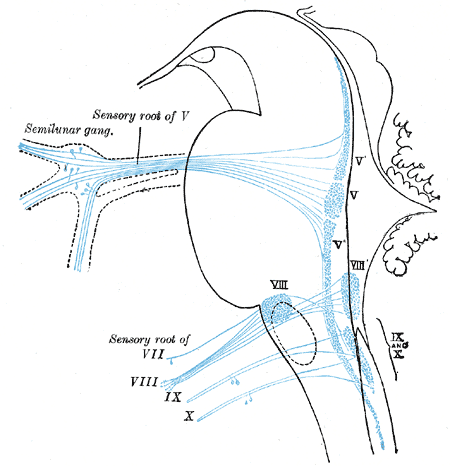
Representação esquemática dos núcleos terminais primários dos nervos cranianos aferentes (sensoriais); visão lateral.
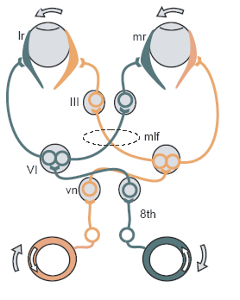
Reflexo vestíbulo-ocular